# Marco Casagrande
Marco Casagrande (ur. 7 maja 1971 w Turku) – fiński architekt, pisarz i profesor architektury.

## Wczesne życie
Casagrande urodził się w fińsko-włoskiej katolickiej rodzinie z klasy wyższej. Dorastał w Ylitornio w fińskiej Laponii, zanim przeprowadził się do Helsinek, aby studiować architekturę. W 2001 ukończył Helsiński Uniwersytet Techniczny na Wydziale Architektury.

## Żołnierz i pisarz
Po odbyciu służby w fińskiej armii, w 1993 Casagrande zgłosił się do Bośniacko-Chorwackich Sił Obronnych HVO. Pod pseudonimem Luca Moconesi napisał kontrowersyjną książkę Mostarin tien liftarit / Autostopem na drodze do Mostaru (WSOY 1997) o jego doświadczeniu w Wojnie w Bośni i Hercegowinie. Na podstawie opisów zbrodni wojennych popełnionych przez głównego bohatera w autobiograficznej książce powstało podejrzenie o nim jako o potencjalnym zbrodniarzu wojennym. W swojej obronie stwierdził, że książka była w istocie fikcją.

## Architekt i artysta
Po sukcesie w konkursie brytyjskiego czasopisma Architectural Review's(1999) Marco Casagrande i jego partner Sami Rintala zostali zaproszeni na Biennale w Wenecji 2000. Reporter dziennika "New York Times" uznał ich projekt 60 Minute Man za swojego faworyta w Biennale. W projekcie Casagrande & Rintala zasadzili dębowy las na opuszczonej barce, którego podłoże stanowiły odpady produkowane przez ludność w Wenecji w ciągu 60 minut. W swojej twórczości Casagrande porusza takie zagadnienia jak sztuka współczesna, projektowanie architektoniczne, urbanistyczne oraz wątki związane z ochroną środowiska i natury.
W poszukiwaniu architektury podświadomości, prawdziwej rzeczywistości oraz połączeń pomiędzy współczesnym człowiekiem i naturą – wierzę, że nic nie powinno być przesłonięte stresem, ekonomią czy dostępem do rozrywki i informacji. Wartościowe jest to, co jest prawdziwe.
Casagrande został mianowany profesorem ekologicznego projektowania urbanistycznego (ang. ecological urban planning) na Tamkang University po zrealizowaniu projektu „Treasure Hill”, w którym zmienił nielegalne rozwiązania urbanistyczne miejscowych rolników w eksperymentalne laboratorium środowiska urbanistycznego. Przedsięwzięcie spotkało się z mieszanymi reakcjami ze strony społeczności.
Jego teoria „Miast trzeciej generacji” ukazuje postindustrialny stan miejski jako zrujnowaną przez ludzką naturę maszynę i architektów jako „szamanów projektowania wyłącznie interpretujących istotę przekazu”.
Prace Casagrande zostały wybrane trzykrotnie na Biennale Architektury w Wenecji w latach 2000, 2004 i 2006.

### Współpraca z Rintala
Casagrande & Rintala – Marco Casagrande i Sami Rintala – fińscy architekci oraz grupa produkująca instalacje architektoniczne 1998-2003 dla międzynarodowych ośrodków współczesnej architektury i sztuki. Ich projekty oscylują pomiędzy architekturą a sztuką środowiska (ang. environmental art).
W przestrzennej instalacji 1000 White Flags (lato 2002) w parku narodowym Koli, artyści naznaczyli trasę narciarską flagami, do zrobienia których wykorzystano zużyte prześcieradła ze szpitala psychiatrycznego. Casagrande i Rintala zwrócili tutaj uwagę na szaleństwo przedsiębiorców, którzy chcieli wyciąć wiekowe lasy.
Praca Casagrande i Rintala Land(e)scape została nagrodzona w konkursie Architectural Review's Emerging Architecture Award w 1999 i wybrana na Biennale Architektury w Wenecji w roku 2000. Na tej samej wystawie,krytyk architektury New York Timesa Herbert Muschamp wybrał ich projekt 60 Minute Man osobistym faworytem Biennale.
Casagrande i Rintala projektowali i budowali wszystkie obiekty samodzielnie. Proces projektowania kontynuowali podczas prac budowlanych.
Obiekt zazwyczaj zmienia swój kształt czy zyskuje więcej warstw podczas procesu budowlanego. Jesteśmy otwarci na zmiany w projekcie. Gdy jest to odnalezienie jego kształtu, zwykle zaczyna mówić nam więcej o sobie.

## Ważne dzieła

### Land(e)scape

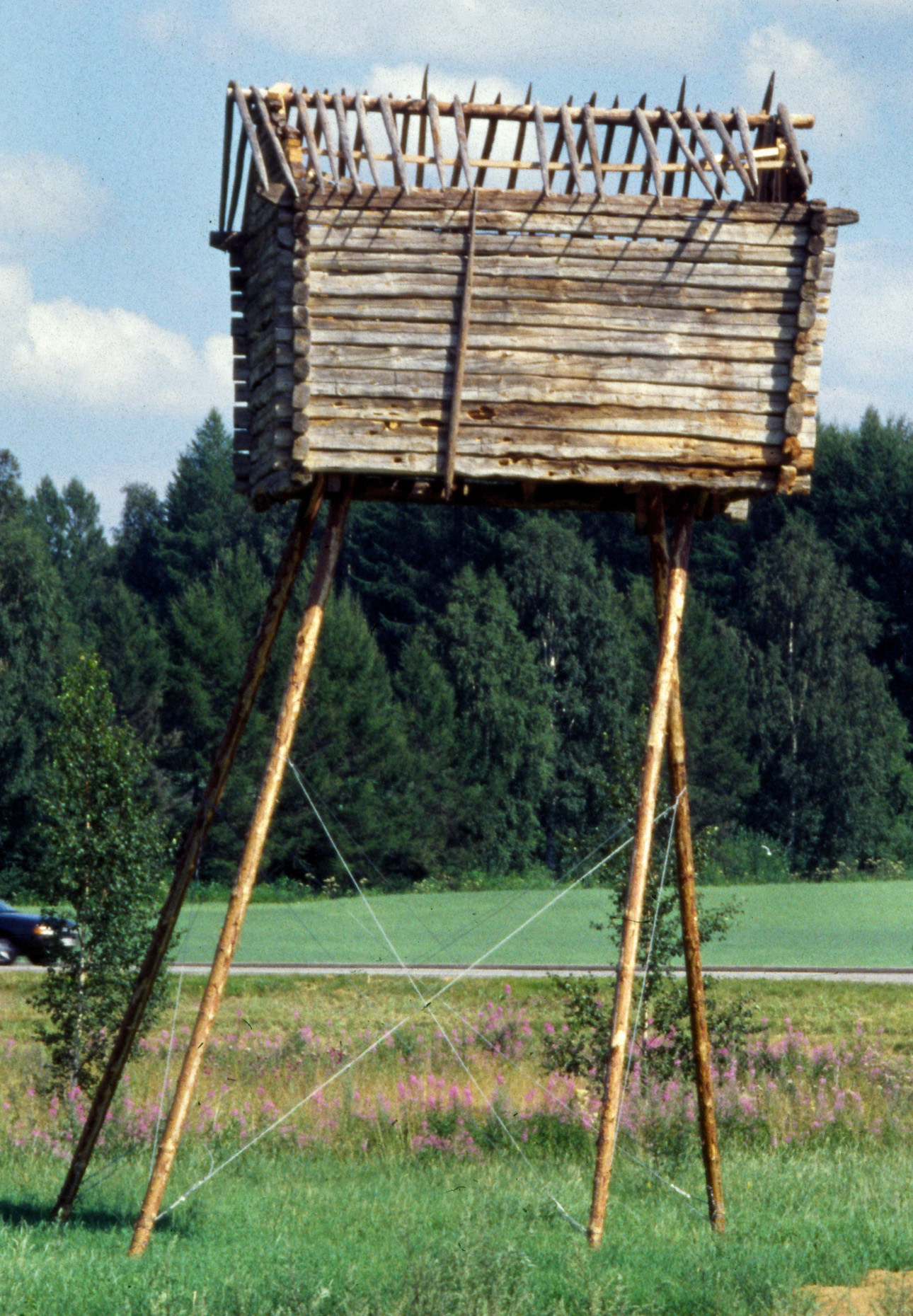
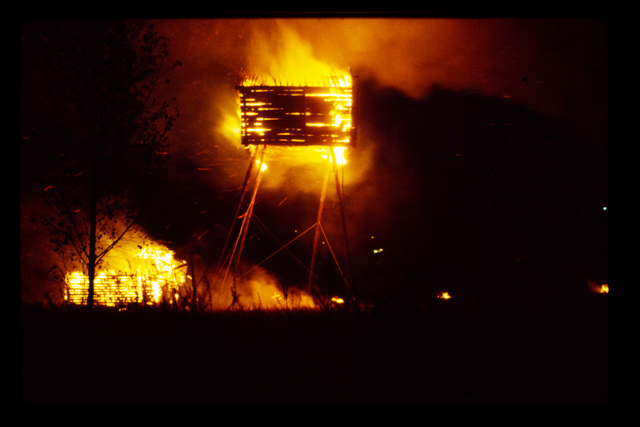

Land(e)scape (1999) – architektoniczna instalacja artystyczna stworzona na nieużytku w Savonlinna. Praca komentuje proces ucieczki od fińskiej wsi.
Trzy porzucone stodoły zostały oderwane od ich pierwotnego związku z ziemią. Spustoszone, wzrosły na piszczelach i kołyszą się w kierunku miast na południu.
Praca została nominowana w konkursie Architectural Review's Emerging Architecture w 1999 i wybrana na Biennale Architektury w Wenecji w 2000 roku. Land(e)scape rozpoczęło międzynarodową karierę Casagrande & Rintala.
Praca została podpalona przez artystów w październiku 1999.
Land(e)scape reprezentowało Finlandię podczas wystawy New Trends of Architecture in Europe and Japan 2001.

### Redrum

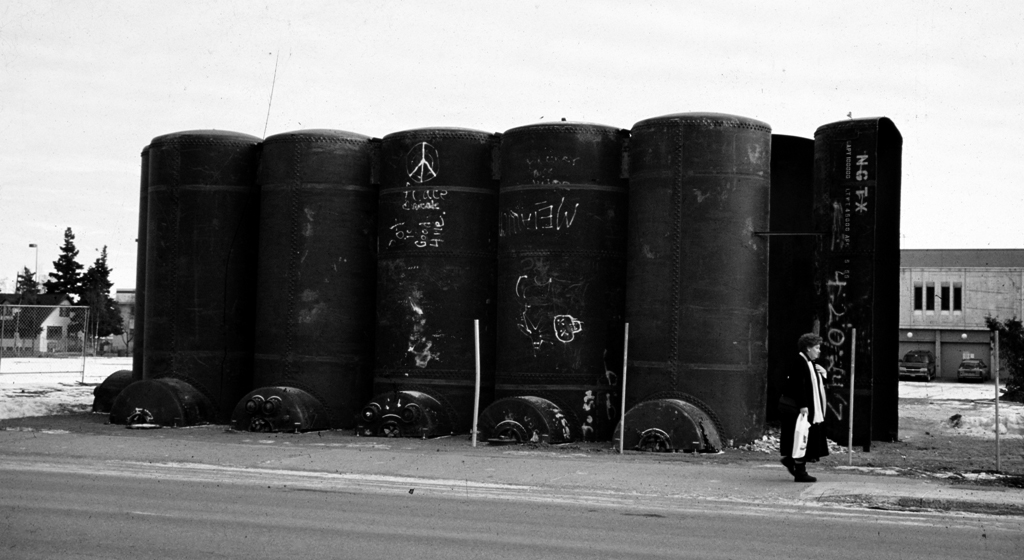
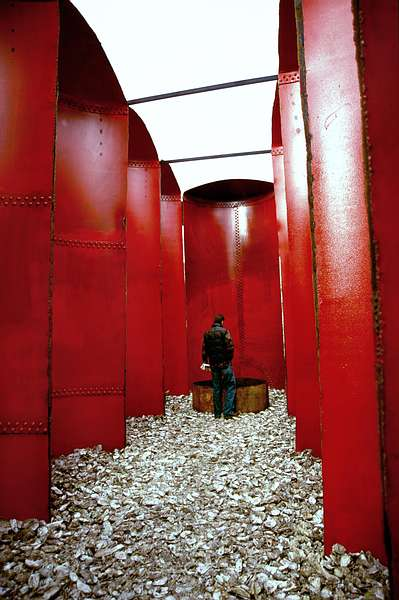

Redrum (2003) – instalacja artystyczna w Anchorage na Alasce, stworzona przez Casagrande & Rintala. Praca została zlecona przez Alaska Design Forum.
Trzymiejscowe, kolejowe zbiorniki na olej pocięto na 12 części i przekształcono w strukturę świątyni zlokalizowaną naprzeciwko Federal Building of Anchorage na skrzyżowaniu C-Street i 7th Avenue. Wnętrze pomalowano na jaskrawą czerwień w kontraście do zardzewiałej i brutalnej zewnętrznej części obiektu. Podłoga wykonana jest z 3500 kg muszli z ostryg, które są lokalnym źródłem oleju.
Anagram słowa „Redrum” oznacza po angielsku „morderstwo”. Projektanci w pracy poruszyli tematykę związków ropy, wojny i środowiska. Lokalne media opisały to „jako policzek dla Alaski.”

### Potemkin

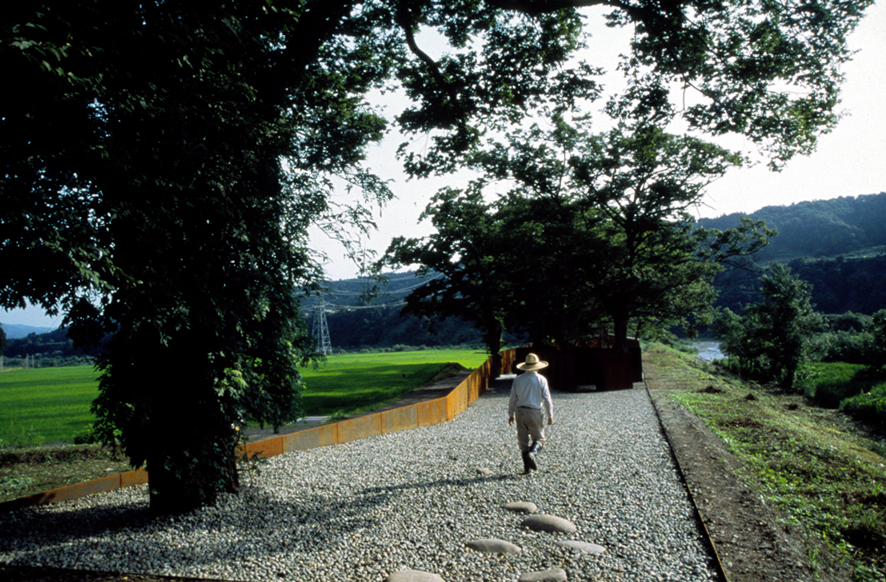
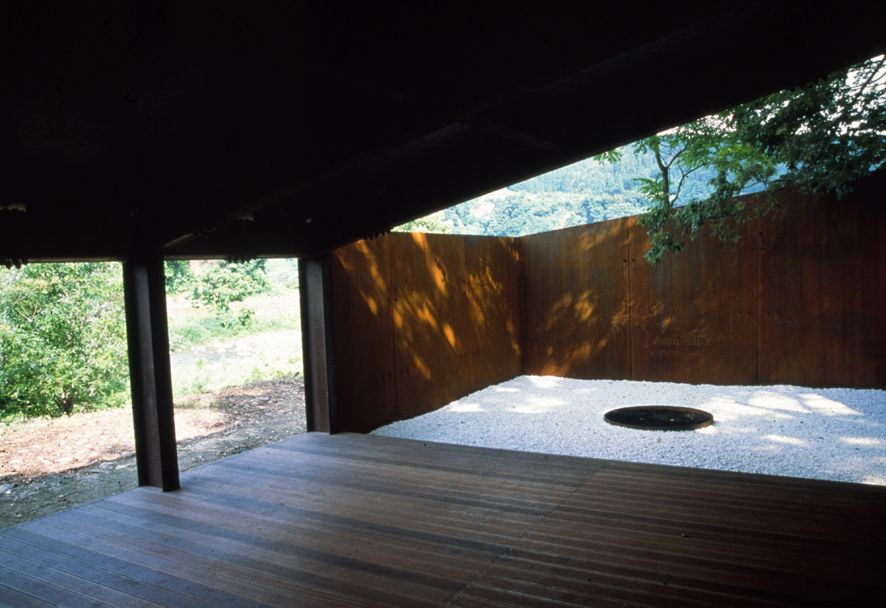

Potemkin jest wykonanym ze stali parkiem architektonicznym wykonanym przez Casagrande & Rintala dla wioski Kuramata w Japonii 2003. Użycie stali zapewnia mieszankę pomiędzy funkcją świątyni, a maszyny. Obiekt zawiera wewnętrzne i zewnętrzne przestrzenie dla postindustrialnej medytacji. Potemkin powstał na zlecenie Echigo-Tsumari Contemporary Art Triennial 2003.
Potemkin zajmuje stanowisko postindustrialnej świątyni, niczym Akropol, aby zwrócić uwagę na związek pomiędzy współczesnym człowiekiem, a przyrodą. Widzę Potemkin jako uprawne złomowisko położone pomiędzy starożytnymi polami ryżowymi a rzeką, w osi prostej prowadzącej do świątyni shintō.
Terenem zagospodarowania stało się nielegalne wysypisko przekształcone w park nad rzeką. Rzut parku został narysowany w miejscu powstania w skali 1:1 poprzez wyznaczenie linii (składających się na plan) na śniegu za pomocą przemieszczania się w śnieżnych butach. Po stopnieniu śniegu dokonano realizacji.
Park wykonany jest ze stali Kawasaki o grubości jednego cala oraz recyklingu odpadów komunalnych i przemysłowych. W sumie daje to 130 m długości i 15 m szerokości przestrzeni zewnętrznych i wewnętrznych.

### Pozostałe prace

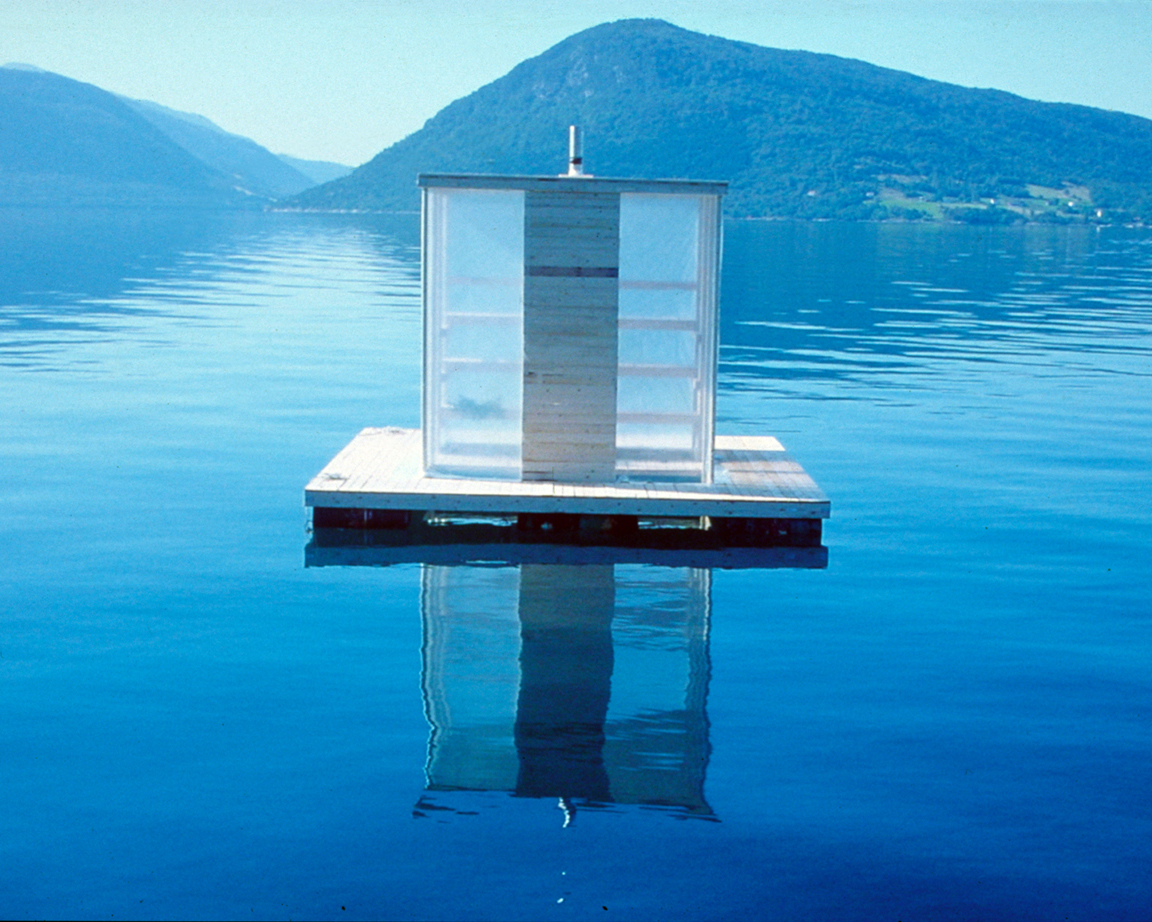
Floating Sauna, 2002

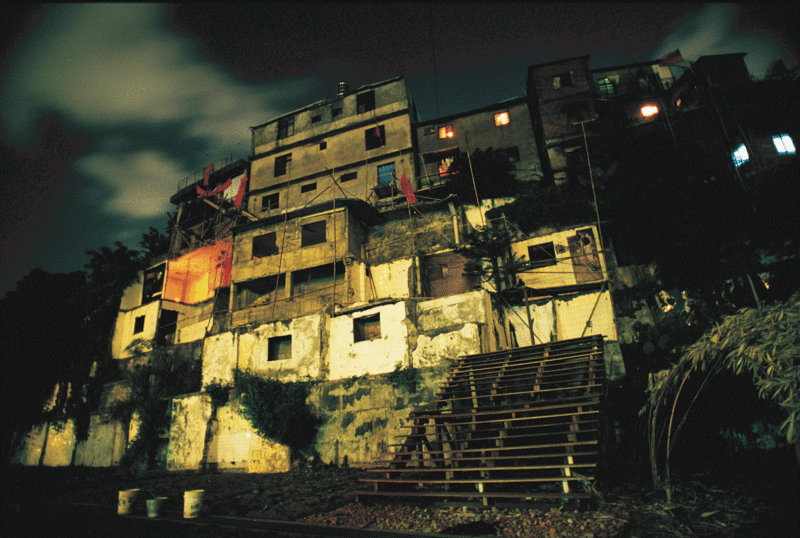
Treasure Hill, 2003

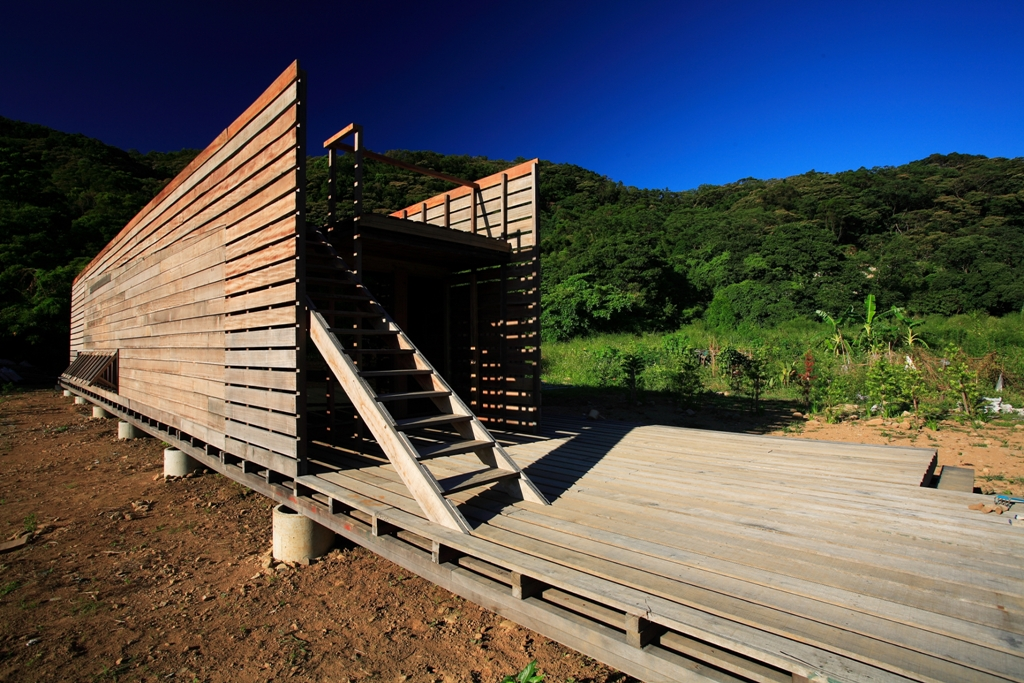
Chen House, 2008

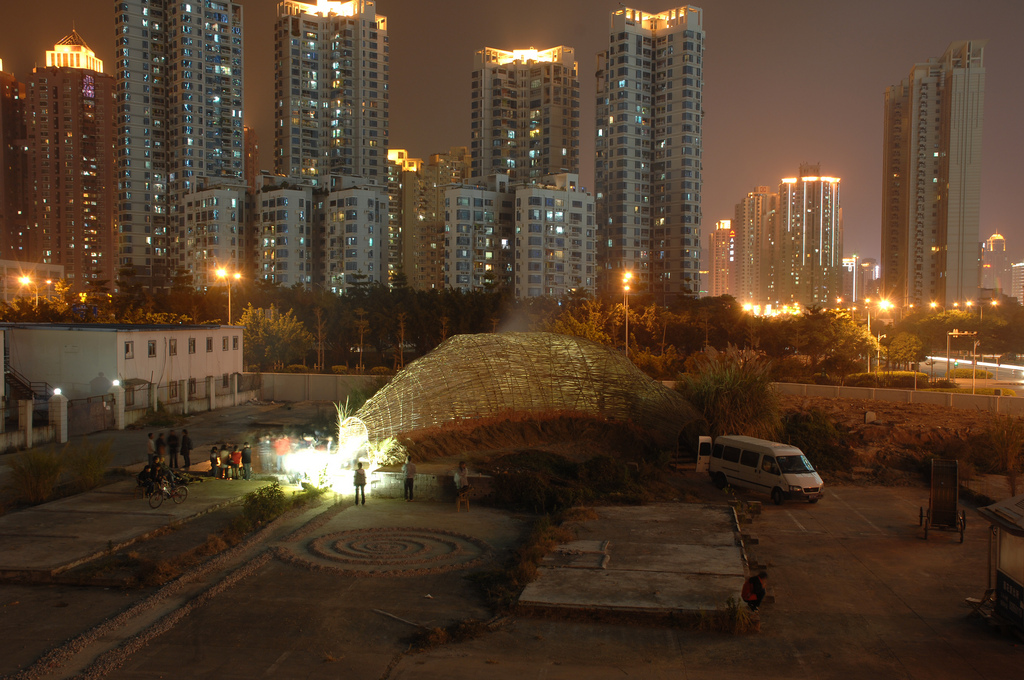
Bug Dome, 2009

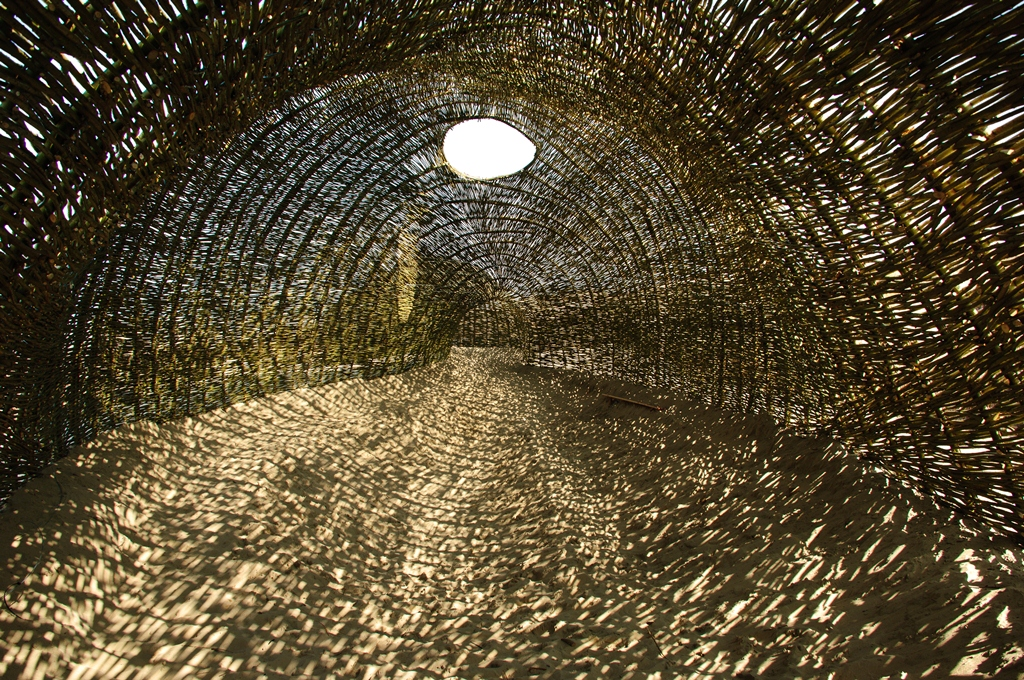
Sandworm, 2012

- 60 Minute Man, instalacja architektoniczna, Casagrande & Rintala, Biennale Architektury w Wenecji, Włochy 2000
  - 50-metrowej długości opuszczona barka z podłożem utworzonym z odpadów produkowanych przez ludność Wenecji w przeciągu 60 minut, na którym zasadzony został dębowy las.
- Teatr letni na Uunisaari, architektura tymczasowa Casagrande & Rintala, Helsinki, Finlandia 2000
- 1000 White Flags, instalacja sztuki środowiskowej, Casagrande & Rintala, Koli, Finlandia 2000
  - Białe flagi wykonane z zużytych prześcieradeł ze szpitala psychiatrycznego umieszczone na zboczu wzgórza pełniącego funkcję trasy narciarskiej[29].
- Quetzalcoatlus, instalacja, Casagrande & Rintala, biennale w Hawanie, Kuba 2000
  - 300 kg żelazny pręt rozciągnięty pomiędzy dwoma budynkami uniwersytetu wykonany z 10 km linki rybackiej[30].
- Bird Hangar, instalacja architektoniczna, Casagrande & Rintala, triennale w Yokohamie, Japonia 2001
  - Balony przymocowane liną, zawierające nasiona, przynoszące roślinność i warzywa do japońskich miast[31].
- Installation 1:2001, instalacja publiczna, Casagrande & Rintala, biennale we Florencji, Włochy 2001
  - Okrągła ściana wykonana z 15 000 politycznych, filozoficznych i religijnych książek. W zamierzeniu została zaprojektowana do instalacji na Kubie ale w związku z oporem ze strony rządu zainstalowana została we Włoszech[32].
- Dallas-Kalevala, podróż artystyczna, Casagrande & Rintala, Demeter Environmental Art, Hokkaido, Japonia 2002
  - Podróż samochodowa z Finlandii do Japonii[33].
- Chain Reactor, instalacja artystyczna, Casagrande & Rintala, biennale w Montrealu, Kanada 2002
  - 6 × 6 x 6-metrowy sześcian zbudowany z belek i stalowych łańcuchów pochodzących z recyklingu tworzący ramę dla kominka[34].
- Anarchist Gardener, instalacja i sztuka uliczna, biennale w Ponce, Portoryko 2002
  - Parada uliczna w celu zatrzymania ruchu drogowego na rzecz budowy przemysłowych ogrodów Zen[35].
- Floating Sauna, czasowa architektura, Casagrande & Rintala, Rosendahl, Norwegia 2002
  - Pływająca po fiordzie przeźroczysta sauna. Zwycięzca Architecture Awards[36].
- Treasure Hill, przywrócenie powierzchni mieszkaniowych, Tajpej, Tajwan 2003
  - Realizacja rehabilitacji ekologicznej nielegalnych powierzchni mieszkaniowych.
- Post Industrial Fleet, architektura morska, CREW*31, Venice Architecture Biennale 2004
- Human Layer, urbanistyczna akupunktura, Pozdrowienia z Londynu[37] – Helsinki Festival – Taipei on the Move 2004
  - Seria urbanistycznej akupunktury dla Londynu, Helsinek i Taipei[38].
- Chamber of the Post-Urbanist 104, instalacja stylu życia, muzeum sztuki współczesnej w Tajpej, Tajwan 2005
  - Seria mebli wykonanych ze stali[39].
- Future Pavilion, Taiwan Design Expo, wystawa architektury ruin obozu wojskowego Wei Wu, Kaohsiung, Tajwan 2005[40][41]
- CityZenGarden, instalacja, współpraca z 3RW Architects[42], Biennale Architektury w Wenecji, Włochy 2006
  - Orientalny ogród kamienny z użyciem szkła pochodzącego z recyklingu w weneckim więzieniu. Wideo dokumentacja[43].
- Chen House, Datun Mountains, Tajwan (World Architecture Award 2009)
  - Ruina powstaje wtedy, gdy człowiek staje się częścią natury. Wyczekujemy gdy ten dom stanie się ruiną[44]
- Bug Dome, SZHK Biennale, Shenzhen, Chiny 2009[45]
  -  Nieoficjalny klub socjalny dla nielegalnych pracowników.[46]
- Ruiny Akademii, niezależne, architektoniczne centrum badawcze znajdujące się na obszarze miasta Tajpej, 2010–
  - Centrum to jest zarazem projektem, służącym jako "zestaw do ponownego przemyślenia miasta przemysłowego i zatopionego w nim człowieka" poprzez prowadzone w nim badania i cykl warsztatów.